# ذره‌گل آناناسی
ذره‌گل آناناسی (نام علمی: Paepalanthus bromelioides)، یک گونه از خانواده گیاهان گل‌دار لوله‌ایان است. این خانواده در گندم‌سانان، نزدیک به آناناسیان، که ریخت‌شناسی این جنس مشترک است، قرار دارد. ذره‌گل آناناسی بومی سرادو است. گمانه‌زنی‌هایی وجود دارد که حشراتی که گاه‌به‌گاه در کوزه این گیاه به دام می‌افتند، گواه بر این است که این گیاه یک گیاه گوشت‌خوار یا پیش‌گوشت‌خوار است، که احتمالاً مواد مغذی را از تپه‌های موریانه‌هایی که موریانه‌ها اغلب در ریشه‌های گیاهان می‌سازند به دست می‌آورند.